# 张宜秋
张宜秋（1935年—），女，江苏无锡人，中国舞蹈演员、舞蹈教师，曾任中央戏剧学院舞蹈团演员。